# Tamara Myers
Tamara Myers (Miah) (sinh ngày 27 tháng 7 năm 1993) là một vận động viên người Bahamian chuyên nhảy xa ba bước. Cô đại diện cho đất nước của mình tại Giải vô địch thế giới 2017 mà không tiến vào vòng chung kết.

## Giải đấu quốc tế
| Năm                      | Giải đấu                                                  | Địa điểm                          | Thứ hạng                 | Nội dung                 | Chú thích                |
| Representing the Bahamas | Representing the Bahamas                                  | Representing the Bahamas          | Representing the Bahamas | Representing the Bahamas | Representing the Bahamas |
| ------------------------ | --------------------------------------------------------- | --------------------------------- | ------------------------ | ------------------------ | ------------------------ |
| 2008                     | CARIFTA Games (U17)                                       | Basseterre, Saint Kitts and Nevis | 2nd                      | Triple jump              | 11.55 m                  |
| 2009                     | CARIFTA Games (U17)                                       | Vieux Fort, Saint Lucia           | 2nd                      | Triple jump              | 11.70 m (w)              |
| 2011                     | CARIFTA Games (U20)                                       | Montego Bay, Jamaica              | –                        | 4 × 100 m relay          | DQ                       |
| 2011                     | CARIFTA Games (U20)                                       | Montego Bay, Jamaica              | 2nd                      | Triple jump              | 12.35 m                  |
| 2011                     | Central American and Caribbean Championships              | Mayagüez, Puerto Rico             | 6th                      | Triple jump              | 12.45 m                  |
| 2011                     | Pan American Junior Championships                         | Miramar, United States            | 2nd                      | Triple jump              | 12.85 m                  |
| 2012                     | CARIFTA Games (U20)                                       | Hamilton, Bermuda                 | 4th                      | Long jump                | 5.63 m                   |
| 2012                     | CARIFTA Games (U20)                                       | Hamilton, Bermuda                 | 2nd                      | Triple jump              | 11.62 m                  |
| 2012                     | Central American and Caribbean Junior Championships (U20) | San Salvador, El Salvador         | 1st                      | Long jump                | 6.02 m                   |
| 2012                     | Central American and Caribbean Junior Championships (U20) | San Salvador, El Salvador         | 3rd                      | Triple jump              | 12.42 m                  |
| 2013                     | Central American and Caribbean Championships              | Morelia, Mexico                   | 7th                      | Long jump                | 5.79 m                   |
| 2013                     | Central American and Caribbean Championships              | Morelia, Mexico                   | 1st                      | Triple jump              | 13.18 m                  |
| 2014                     | Commonwealth Games                                        | Glasgow, United Kingdom           | 17th (q)                 | Long jump                | 6.14 m                   |
| 2014                     | Commonwealth Games                                        | Glasgow, United Kingdom           | 13th (q)                 | Triple jump              | 12.87 m                  |
| 2015                     | Pan American Games                                        | Toronto, Canada                   | 10th (q)                 | Triple jump              | 13.57 m                  |
| 2015                     | NACAC Championships                                       | San José, Costa Rica              | 4th                      | Triple jump              | 13.78 m (w)              |
| 2017                     | World Championships                                       | London, United Kingdom            | 24th (q)                 | Triple jump              | 13.41 m                  |
| 2018                     | Commonwealth Games                                        | Gold Coast, Australia             | 9th                      | Triple jump              | 13.15 m                  |

## Thành tích cá nhân tốt nhất
Ngoài trời
- Nhảy xa - 6.51 (Kingston 2017)
- Nhảy xa ba bước - 14,03 (+1,0   m / s, Philadelphia 2017) NR

Trong nhà
- Nhảy xa - 6,33 (Fayetteville 2015)
- Nhảy xa ba bước - 13,40 (Fayetteville 2015)